# مايك رويكو
مايكل «مايك» رويكو (Michael "Mike" Royko) (19 سبتمبر، 1932 – 29 أبريل، 1997) هو كاتب عمود صحفي من شيكاغو، حائز على جائزة بوليتزر للتعليق الصحفي عام 1972. وطوال الثلاثين عامًا في مشواره المهني، كتب ما يزيد عن 7500 عمودٍ يومي للصحف مثل صحيفة شيكاغو دايلي نيوز (Chicago Daily News)، وشيكاغو صن-تايمز (Chicago Sun-Times)، وشيكاغو تريبيون (Chicago Tribune).

## مراسل صحفي قليل الخبرة
نشأ مايك رويكو في شيكاغو، وعاش في شقة تقع فوق حانة. كانت أمه، هيلين (نيي زاك)، بولندية، وكان أبوه، مايكل رويكو، أوكراني (مولودًا في دولينا). ذهب لفترة قصيرة إلى كلية رايت جونيور ثم تم تجنيده في سلاح الجو الأمريكي.
ومن أجل أن يصبح كاتب عمود، استند إلى خبراته منذ طفولته. بدأ مايك مهنة الصحافة ككاتب عمود عام 1955 في أخبار أوهير (صحيفة قاعدة السلاح الجوي)، ومكتب شيكاغو لسيتي نيوز، وصحيفة ليرنر لينكولن-بيلمونت بوستر، قبل أن يعمل في شيكاغو دايلي نيوز كمراسل صحفي أصبح مصدرًا لإزعاج مراكز دعم السياسيين الديمقراطيين في المدينة بأسئلته وتقاريره الذكية والشكوكية.

## الحياة العملية
قام المراسل الصحفي مايك رويكو بتغطية الآراء السياسية والحكومة الخاصة بـمقاطعة كوك في عمود سياسي أسبوعي، على أن يتم استكماله قريبًا بآخر، وهو عمود أسبوعي يقوم بعمل تقارير عن مشاهد الموسيقى الفلكلورية في شيكاغو. وكان نجاح هذين العمودين هو السبب الذي جعله يحصل على عمودٍ يومي عام 1964، يكتب فيه عن كل الموضوعات لدى صحيفة دايلي نيوز (Daily News)، وهي صحيفة مسائية ليبرالية. وقد ظهر عموده الصحفي خمسة أيام في الأسبوع حتى عام 1992، عندما قام بتخفيض تلك الفترة إلى أربعة أيام أسبوعيًا. ولقد فسر ستودز تيركل (Studs Terkel) إنتاجية رويكو وطول عمره بالقول ببساطة «إن الشيطان يستحوذ عليه.» وفي عام 1972، حصل رويكو على جائزة بوليتزر لـالتعليق كصحفي في الـدايلي نيوز.
وعندما أغلقت الـدايلي نيوز، عمل رويكو لدى الصحيفة الصباحية الحليفة لها، شيكاغو صن-تايمز. وفي عام 1984، قام روبرت مردوخ، الذي قال رويكو عنه إنه لن يعمل لديه أبدًا، بشراء صن-تايمز. علق رويكو على ذلك الأمر قائلاً «لا توجد أسماك تريد أن تكون مغلفةً في ورقة مردوخ»، و«[هدفه] ليس جودة الصحافة. إنما هدفه هو السلطة الواسعة لشخص روبرت مردوخ، إنها السلطة السياسية». عمل مايك بعد ذلك لدى الصحيفة المنافسة شيكاغو تريبيون. ولفترة بعد الاستيلاء على الأسهم، قامت صحيفة صن-تايمز بإعادة نشر أعمدة رويكو الصحفية، بينما ظهرت أعمدة جديدة في صحيفة التريبيون.
ولقد تم جمع العديد من أعمدة الصحفية في كتب، ولكن تبقى أكثر الكتب شهرةً هي السيرة الذاتية غير المصرح بها لـريتشارد جيه دالي (Richard J. Daley)، الزعيم، وهي أكثر الكتب مبيعًا التي تقدم تصويرًا واقعيًا لأول عمدة، ريتشارد دالي، ولمدينة شيكاغو تحت إدارته.
في عام 1976، انتقد رويكو في عموده الصحفي قسم شرطة شيكاغو لتوفيره حراسة على مدار الساعة لـفرانك سيناترا (Frank Sinatra). أجاب سيناترا برسالة واصفًا رويكو «بالقوّاد» وهي الرسالة التي نشرها رويكو في عموده. وتُقدَّر رسالة سيناترا الآن بخمسة عشر ألف دولار.
وكالعديد من كتَّاب الأعمدة الصحفية، ابتكر رويكو شخصيات خيالية ناطقة بلسانه يمكنه «التحدث» معها، ومن أشهرها سلاتس جروبنك، وهي شخصية هزلية نمطية للطبقة العاملة البولندية في شيكاغو. وبصفةٍ عامة، تصف أعمدة سلاتس جروبنك رجلين يتناقشان حول حدث جارٍ في حانة بولندية في الجوار. وفي عام 1973، جمع رويكو العديد من أعمدة جروبنك في مجموعة تحت عنوان سلاتس جروبنك وأصدقاء آخرون (Slats Grobnik and Other Friends). ومن الشخصيات الأخرى لرويكو شخصية الطبيب النفسي الزائف دكتور آي إم كوكي (البطل الذي سُميت باسمه دكتور كوكي، أنت على حق! [1989]). ويُزعم أن دكتور كوكي هو مؤسس الديانة المقدسة — التي تنص على أن الأرض قد سكنتها حضارة أعلى تنبذ المختلين عقليًا — وتهجو الثقافة الشعبية وعلم النفس الشعبي. وخلال أعمدته الصحفية، ساعد رويكو في جعل حانته المفضلة التي يذهب إليها بعد العمل، حانة بيلي جوت (Billy Goat Tavern)، مشهورة وشعبية باسم لعنة بيلي جوت. قامت حانة بيلي جوت برد الجميل عن طريق رعاية فريق دايلي نيوز للكرة اللينة ذات الست عشرة بوصة وإبراز أعمدة روكيو على حوائطها.
تم بيع أعمدة روكيو الصحفية على مستوى البلاد في أكثر من 600 صحيفة، وهو أكثر من 7,500 عمود صحفي في المشوار المهني الذي استمر لأربعة عقود. كما قام أيضًا بكتابة أو تجميع الكثير من أعمدة «هذا مستحيل!» "That's Outrageous!" لمجلة ريدرز دايجست (Reader's Digest).

## الوفاة
تُوفي روكيو بسبب إصابته بـتمدد الأوعية الدموية في الدماغ، عن عمرٍ يناهز أربعة وستين عامًا. تم دفنه في ضريح أكاسيا مقبرة أكاسيا بارك، شيكاغو.

## نبذة شخصية
كان رويكو نصيرًا متحمسًا لـالكرة اللينة ذات 16 بوصة كلاعب وراعٍ للفريق. وبعد وفاته، تم إدخاله عضوًا في قاعة شيكاغو لمشاهير الكرة اللينة ذات 16 بوصة، وهو الشرف الذي أصرت أسرة رويكو عليه باعتباره ذا مغزى مثلها مثل جائزة بوليتزر. وفي الثواني الأخيرة من الفيلم الوثائقي، «روكيو في الجوت» "Royko at the Goat"، لسكوت جاكوبس، سُمِع رويكو وهو يقول «لا يمكن مقارنة جائزة بوليتزر» بإصابة الهدف. [بحاجة لمصدر]
كان رويكو مُشجعًا وناقدًا مدى الحياة لناشئي شيكاغو. ويخصص في كل ربيع عمودًا «لمسابقة الناشئين»، طارحًا أسئلة تافهة عن اللاعبين الناشئين المتوسطين من شبابه مثل هاينز بيكر (Heinz Becker) ودوم داليساندرو (Dom Dallessandro). وفقط قبل بطولة العالم عام 1990 كتب عن نتائج مشجع آخر، رون بيرلر (Ron Berler)، الذي اكتشف علاقة زائفة تسمى «عامل الناشئين الإضافيين». توقع كل من بيرلر وروكيو أن أوكلاند لألعاب القوى، المفضل بشدة والذي لديه «مجموعة هامة» من اللاعبين الناشئين في جدول البطولة، سوف يخسر البطولة لصالح سينسيناتي ريدز (Cincinnati Reds). حقق فريق ريدز حصيلة مقلقة في أربعة ألعاب بفوز ساحق على (A's)، برعاية رويكو دافعًا نظرية عامل الناشئين الإضافيين إلى دائرة الضوء. كرر كارل إرسكين (Carl Erskine) ادعاء رويكو بعامل الناشئين الإضافيين، وطبقه في دودجرز 1951 في كتابه حكايات كارل إرسكين من مخبأ دودجرز

## الألقاب الشرفية
- نال رويكو جائزة نادي الصحافة الوطنية للإنجاز مدى الحياة عام 1990، وجائزة ديمون رونيون عام 1995.
- «صالة وصول رويكو»[12] هي قواعد الطيران الآلي (IFR) لـإجراءات الوصول في مطار أوهير الدولي.

## كتب ألفها رويكو
- Royko، Mike (1967). Up Against It. H. Regnery.
- Royko، Mike (1968). I May Be Wrong, But I Doubt It. H. Regnery.
- Royko، Mike (1971). Boss: Richard J. Daley of Chicago (ط. Plume reprint). ISBN:0-452-26167-8.
- Royko، Mike (1973). Slats Grobnik and Some Other Friends. Popular Library. ISBN:978-0-525-20495-4.
- Royko، Mike (1983). Sez Who? Sez Me (ط. reprint). Warner Books. ISBN:0-446-30896-X.
- Royko، Mike (1985). Like I Was Sayin (ط. reprint). Jove Books. ISBN:0-515-08416-6. مؤرشف من الأصل في 2020-01-26.
- Royko، Mike (1989). Dr. Kookie, You're Right (ط. EP Dutton). ISBN:0-525-24813-7. مؤرشف من الأصل في 2014-04-27.
- Royko، Mike (2000). One More Time: The Best of Mike Royko. The University Of Chicago Press. ISBN:0-226-73072-7. مؤرشف من الأصل في 2014-04-27. بمقدمة كتبها ستادز تيركل (Studs Terkel). ثلاثة أعمدة مقتطفة من الكتاب.
- Royko، Mike (2001). For the Love of Mike: More of the Best of Mike Royko. The University Of Chicago Press. ISBN:0-226-73073-5. مؤرشف من الأصل في 2014-04-27. بمقدمة كتبها روجر ألبرت (Roger Ebert). أربعة أعمدة مقتطفة من الكتاب.
- Royko، Mike (2010). Early Royko: Up Against It in Chicago. The University Of Chicago Press. ISBN:978-0-226-73077-6. {{استشهاد بكتاب}}: الوسيط غير المعروف |http://books.google.com/books?id= تم تجاهله (مساعدة) إعادة طباعةالتعرض للصعوبات حيالها بمقدمة كتبها ريك كوجان
- Royko، Mike (2010). Royko in Love: Mike's Letters to Carol. The University Of Chicago Press. ISBN:978-0-226-73078-3. مؤرشف من الأصل في 2014-04-27. كتب حررها ديفيد رويكو. الموقع الإلكتروني للكتاب.

## كتابات أخرى
- Ciccone، F. Richard (2003). Royko: A Life in Print. Public Affairs. ISBN:1-58648-172-X. مؤرشف من الأصل في 2014-04-27.
- Crimmins، Jerry (30 أبريل 1997). "Mike Royko 1932-1997: Newspaper legend Mike Royko dies. Pulitzer Prize-winning columnist was the voice of Chicago for more than 30 years". شيكاغو تريبيون.
- Moe، Doug (1999). The World of Mike Royko. University of Wisconsin Press. ISBN:0-299-16540-X. مؤرشف من الأصل في 2014-04-27.
- Weisberg، Jacob (11 أبريل 1999). "I Like Mike". Slate. مؤرشف من [ttp://www.slate.com/id/23389/ الأصل] في 2011-09-25. اطلع عليه بتاريخ 2009-09-09.
- Terry، Don (30 أبريل 1997). "Mike Royko, the Voice of the Working Class, Dies at 64". نيويورك تايمز. مؤرشف من الأصل في 2019-12-12.
- Terkel، Studs (2007). Touch and Go, A Memoir. The New Press. ص. 269. ISBN 1-59558-411-0, ISBN 978-1-59558-411-3. مؤرشف من الأصل في 2020-01-26. {{استشهاد بكتاب}}: الوسيط author-name-list parameters تكرر أكثر من مرة (مساعدة)

## وصلات خارجية
- مايك رويكو على موقع إن إن دي بي (الإنجليزية)

- Mike Royko شيكاغو سن-تايمز
- Royko in Love in Chicago Magazine, March 2009
- Royko at The Goat video interview on 16-inch softball
- Collection of columns including Ex-Cubs Factor
- Illinois History
- Mike Royko on Find-A-Grave
- Mike Royko Papers online inventory, Newberry Library, Chicago, Illinois
- Studs Terkel and Mike Royko at a Chicago Bar على يوتيوب
- Studs Terkel and Mike Royko at a Chicago Bar Full Video
- Even Earlier Royko O'Hare News columns from 1955